# 蒂内河畔圣索沃尔
蒂内河畔圣索沃尔（法語：Saint-Sauveur-sur-Tinée，法語發音：[sɛ̃ sovœʁ syʁ tine]）是法国滨海阿尔卑斯省的一个市镇，位于该省北部，属于尼斯区。

## 地理
蒂内河畔圣索沃尔（44°5'2"N, 7°6'18"E）面积32.28 平方千米，位于法国普罗旺斯-阿尔卑斯-蓝色海岸大区滨海阿尔卑斯省，该省份为法国东南部沿海省份，南濒地中海，西南至瓦尔省，西北接上普罗旺斯阿尔卑斯省，北部和东部与意大利接壤。
与蒂内河畔圣索沃尔接壤的市镇（或旧市镇、城区）包括：伊隆斯、伊索拉、兰普拉斯、鲁尔、瓦尔德布洛尔。

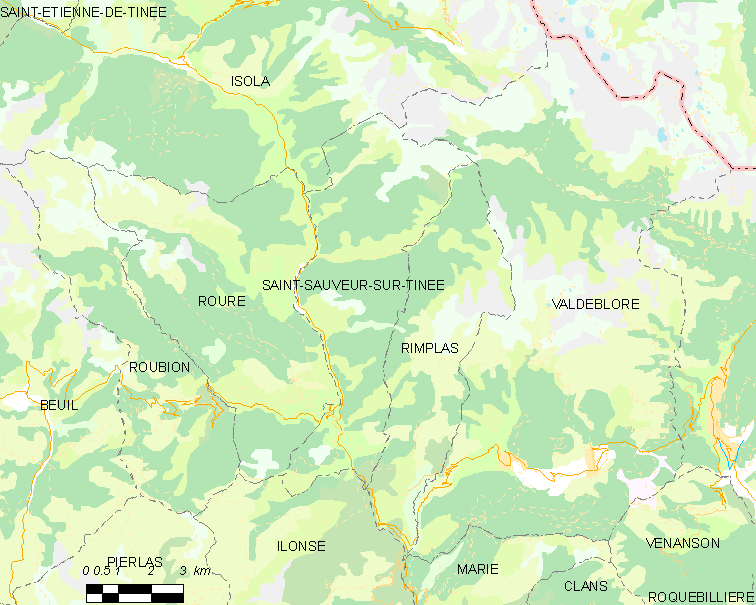
蒂内河畔圣索沃尔的OSM定位图

蒂内河畔圣索沃尔的时区为UTC+01:00、UTC+02:00（夏令时）。

## 行政
蒂内河畔圣索沃尔的邮政编码为06420，INSEE市镇编码为06129。

## 政治
蒂内河畔圣索沃尔所属的省级选区为图雷特勒旺斯县。

## 人口

1962-2008年间蒂内河畔圣索沃尔人口变化图示

蒂内河畔圣索沃尔于2022年1月1日时的人口数量为295人。